# カバルデス
カバルデス(Cabardès)は、フランス南部ラングドック＝ルシヨン地域圏オード県西北部にあるワイン産地で、1999年にAOVDQSからAOCに昇格している。
県庁所在地カルカソンヌの北から北西に広がる18ヶ村500haが指定されている。赤ワインとロゼワインが作られているが、大半は赤である。
この産地の特徴は、ボルドーなどアキテーヌ地方のぶどう品種であるカベルネ・ソーヴィニョン、カベルネ・フラン、メルローを併せて40%以上、いわゆる南仏地方の品種グルナッシュ、シラー (ブドウ)を40%以上、あとはマルベック、フェールなどのミディ・ピレネー地方の品種を混醸して作られることである。こうしたブレンドのワインは、AOC規格では、南仏どころかフランス全土でも例がなく、その点非常に個性的で、南仏ものとしては柔らかい繊細な味わいにできていて、南仏ものなどデイリーワインを主体とするワインショップなどでかなり出回っているが、まだAOCになって日が浅いこともあり、発展途上のワインといえる。